# Novi Dvori Klanječki
Novi Dvori Klanječki su naselje u sastavu Grada Klanjca, a udaljeni su od centra oko 3 kilometra. To je naselje koje datira još iz 17. st. kada je Toma II. Erdody sagradio dvorac u Novim Dvorima Klanječkim. 

## Stanovništvo
Prema popisu stanovništva iz 2001. godine, Novi Dvori Klanječki imaju 248 stanovnika.
| broj stanovnika | 43    | 53    | 57    | 44    | 38    | 28    | 34    | 43    | 52    | 44    | 63    | 163   | 190   | 234   | 247   | 241   | 207   |
|                 | 1857. | 1869. | 1880. | 1890. | 1900. | 1910. | 1921. | 1931. | 1948. | 1953. | 1961. | 1971. | 1981. | 1991. | 2001. | 2011. | 2021. |

## Spomenici i znamenitosti
Dvorac Novi Dvori Cesargradski koji 1603. godine gradi Toma Erdody prvi je zagorski dvorac zatvorenog tipa. U povijesti klanječkog kraja ostat će zapamćen i po tome što je u njemu posljednje dane svog života proveo književnik i autor hrvatske himne Antun Mihanović, koji u dvorcu umire 1861. godine.

## Šport
U mjestu aktivno djeluje Športsko društvo Novi Dvori, koje organizira Malonogometni turnir 'Novi Dvori'  koji se održava od 1979.